# کوی ولی‌عصر

فلکه بزرگ در کوی ولی‌عصر.

کوی ولی‌عصر یکی از محله‌های پرجمعیت شهر تبریز است.

حاج مرتضی رحیم زاده خویی، بانی کوی ولیعصر تبریز

کوی ولی‌عصر پیش از انقلاب اسلامی ایران بنا شده‌است. بانی این کوی یکی از زمین‌داران بزرگ اهل شهر خوی در استان آذربایجان غربی بود که با خرید زمین‌های این منطقه از اهالی محله بارنج و باهمکاری گستردهٔ شهرداری، کوی ولی‌عصر را احداث گردانید. این کوی در ابتدای تأسیس باعنوان «کوی ولیعهد» شناخته می‌شد که پس از انقلاب به کوی ولیعصر تغییرنام پیدا کرد. کنسولگری کشورهای ترکیه و جمهوری آذربایجان در مناطق شمالی این کوی قرار گرفته‌اند؛و موزه و آتیله استادمحمدعلی جدیدالاسلام و  همچنین شهرداری منطقهٔ ۵ تبریز در جنوب و یکی از ساختمان‌های شهرداری مرکزی تبریز در مرکز کوی ولی‌عصر واقع شده‌اند.مجتمع تجاری تفریحی اطلس در نزدیکی فلکه همافر قرار دارد.و سنگ فرش ولیعصر و فلکه بزرگ{امروزه تبدیل به خیابان دو طرفه و پاساژ میلادنور شده ودر عکس کاملا مشخص هست} و مجتمع تجاری میلادنور و موزه آرشیو ناصر بخشی فلکه بزرگ در این کوی قرار دارد و 
مرکز تجارت جهانی تبریز که به عنوان نخستین مرکز تجارت جهانی آذربایجان شناخته می‌شود نیز در شمال این منطقه واقع شده‌است.
کوی ولیعصر اعیان ترین منطقه کلان شهر تبریز است و پاساژ میلانی و پاساژ ولیعصر و شهر شب و حسینی و علوی که همگی در نزدیکی سنگفرش قرار دارند. و درمانگاه شبانه روزی بوعلی و ساختمان پزشکی زیادی ماننده ساختمان پزشکان در ولیعصر قرار دارد و درگدشته دارای درختان بسیار زیادی در کوچه ها و خیابان بوده که متاسفانه امروزه بسیاری از آنها نابود شدند و دارای کمترین کوچه بن بست است و دفتر حاج خویی در گذشته در ظلع شرقی فلکه بازار داخل پاساژ قرار داشته که امروزه پس از سال ها تعطیلی پاساژ در مرحله بازسازی قرار دارد. و ولیعصر دارای چندین پارک که می توان به پارک ولیعصر , اعتصامی و پارک یاس  و پارک صدف و پارک زیتون و پارک بانوان در خیابان ابن سینا اشاره کرد.
.

## مراکز آموزشی
دبیرستان‌های شهید رضایی(پسرانه) و انقلاب اسلامی(دخترانه) از مهم‌ترین دبیرستان‌های این کوی می‌باشند.

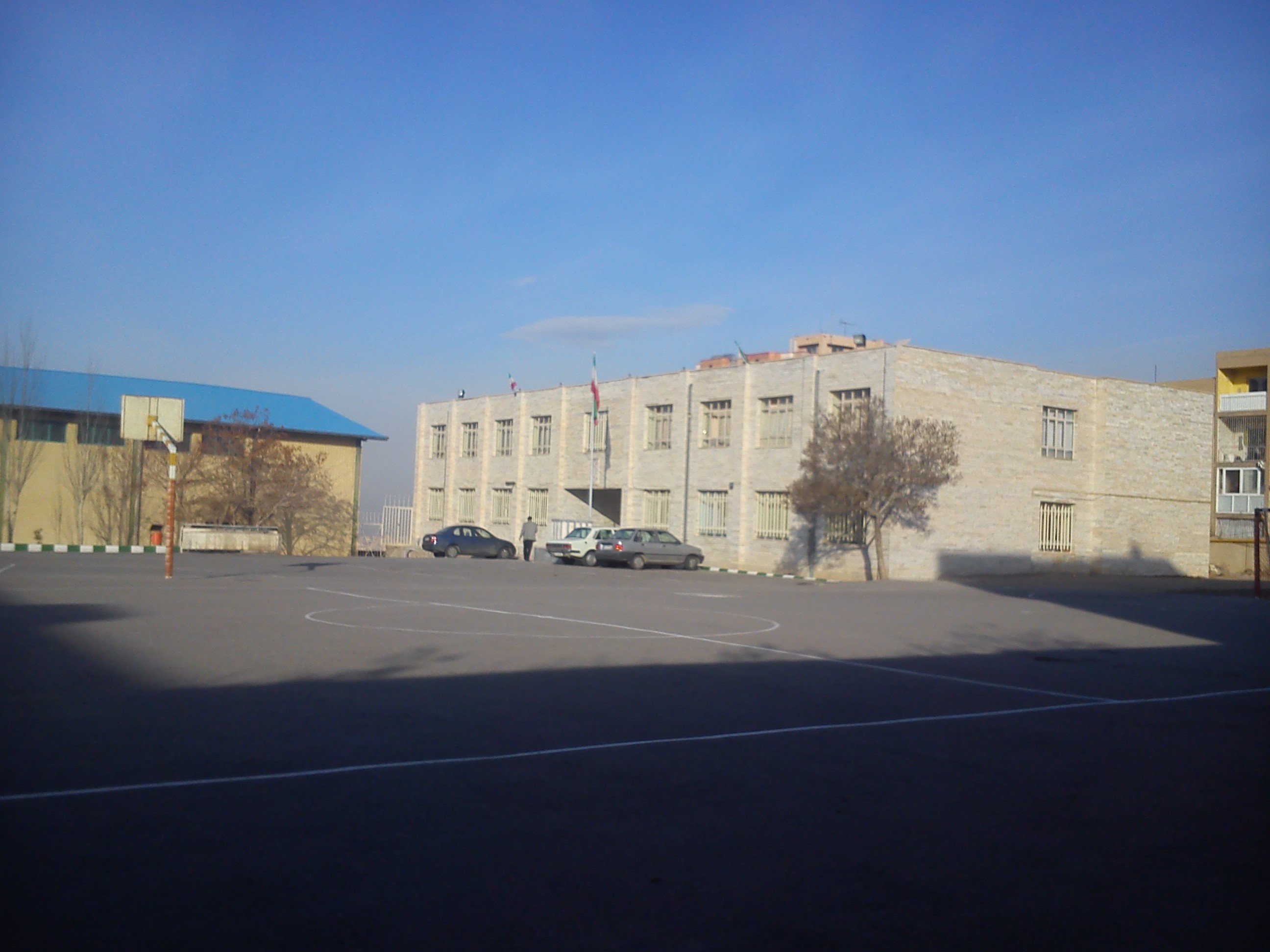
دبیرستان شهید رضایی تبریز

همچنین دبیرستان نمونه دولتی امیرلمؤمنین و مجموعه آموزشی خصوصی آزادگان و مدرسه دولتی آزادگان و دبیرستان دوره دوم تیزهوشان و مجتمع آموزشی نور و تعداد زیاد غیرانتفاعی معتبر و معروف دخترانه و پسرانه و مدرسه ابتدایی پسرانه مدرس هم در این کوی قرار دارند.